# Francesco Mammola
Francesco Mammola (Pescocostanzo, 5 novembre 1989) è un musicista e docente italiano, virtuoso del mandolino.
Mammola è considerato uno dei migliori mandolinisti al mondo ed è uno dei concertisti più richiesti nell'ambito della musica popolare. Egli ha più volte utilizzato, sia in sessioni che in concerto, il pianoforte e la fisarmonica.

## Biografia
Francesco Mammola è nato nel 1989 a Pescocostanzo. Considerato un bambino prodigio, inizia a suonare il pianoforte all'età di 4 anni, come autodidatta, dimostrando subito elevatissimo potenziale musicale. A 9 anni inizia a prendere lezioni di mandolino e a 11 anni comincia già ad esibirsi in pubblico.

## Carriera
A seguito dei suoi studi presso il Conservatorio “A.Casella” dell’Aquila con il maestro Fabio Giudice, si laurea con lode e menzione d’onore in mandolino. Tra le decine di riconoscimenti nazionali e internazionali spiccano la vittoria del prestigioso Premio Nazionale delle Arti “Claudio Abbado”, l’assegnazione della medaglia di bronzo del Senato della Repubblica e della Palma Accademica da parte della Accademia culturale internazionale “S.Giovanni Crisostomo” per gli alti meriti artistici. Nel Febbraio 2018 il sito tedesco specializzato in mandolino “Mandoisland” ha classificato Mammola come uno dei migliori mandolinisti classici al mondo. A partire da dicembre del 2021 è docente del Conservatorio dell’Aquila nella classe di “Mandolino tradizionale”, diventando uno dei più giovani docenti d’Europa.
Il 26 maggio 2022 si è esibito al Quirinale in un concerto tenuto per il Presidente della Repubblica Sergio Mattarella.
Nel corso della sua carriera si è esibito in USA, Inghilterra, Germania, Lituania, Belgio, Slovenia, Estonia, Città del Vaticano e sui più importanti palcoscenici italiani per centinaia di concerti, la maggior parte delle volte in qualità di solista.
Attualmente è direttore artistico e docente dell’Accademia musicale dell’Alto Sangro; nel mondo pop condivide il palcoscenico con il maestro Piero Mazzocchetti nei suoi tour nazionali ed internazionali, ed ha collaborato con artisti del calibro di Max Gazzè, i Nomadi, Nando Citarella, Alessandro Quarta e molti altri. Nell'ambito classico invece collabora con il Teatro dell'Opera di Roma, la Filarmonica Nazionale Lituana, l'Orchestra Nazionale del Belgio, i Solisti Aquilani, l'Ensemble Cameristico Benedetto Marcello e l'Istituzione Sinfonica Abruzzese.